# Zdzisław Tomal

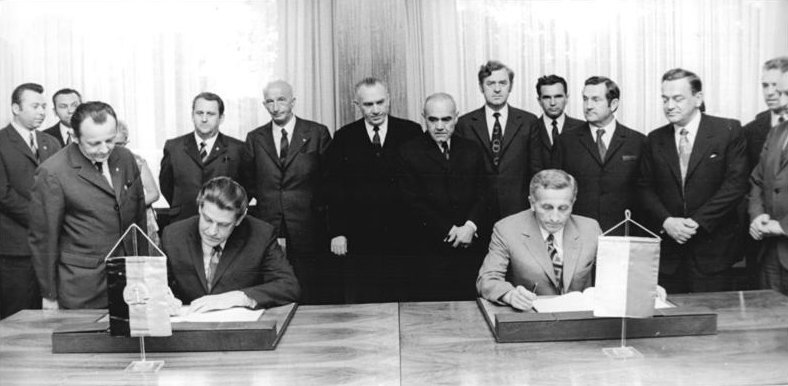
Zdzisław Tomal (po prawej) podpisuje protokół polsko-wschodnioniemiecki w sprawie ochrony środowiska, 29 czerwca 1972

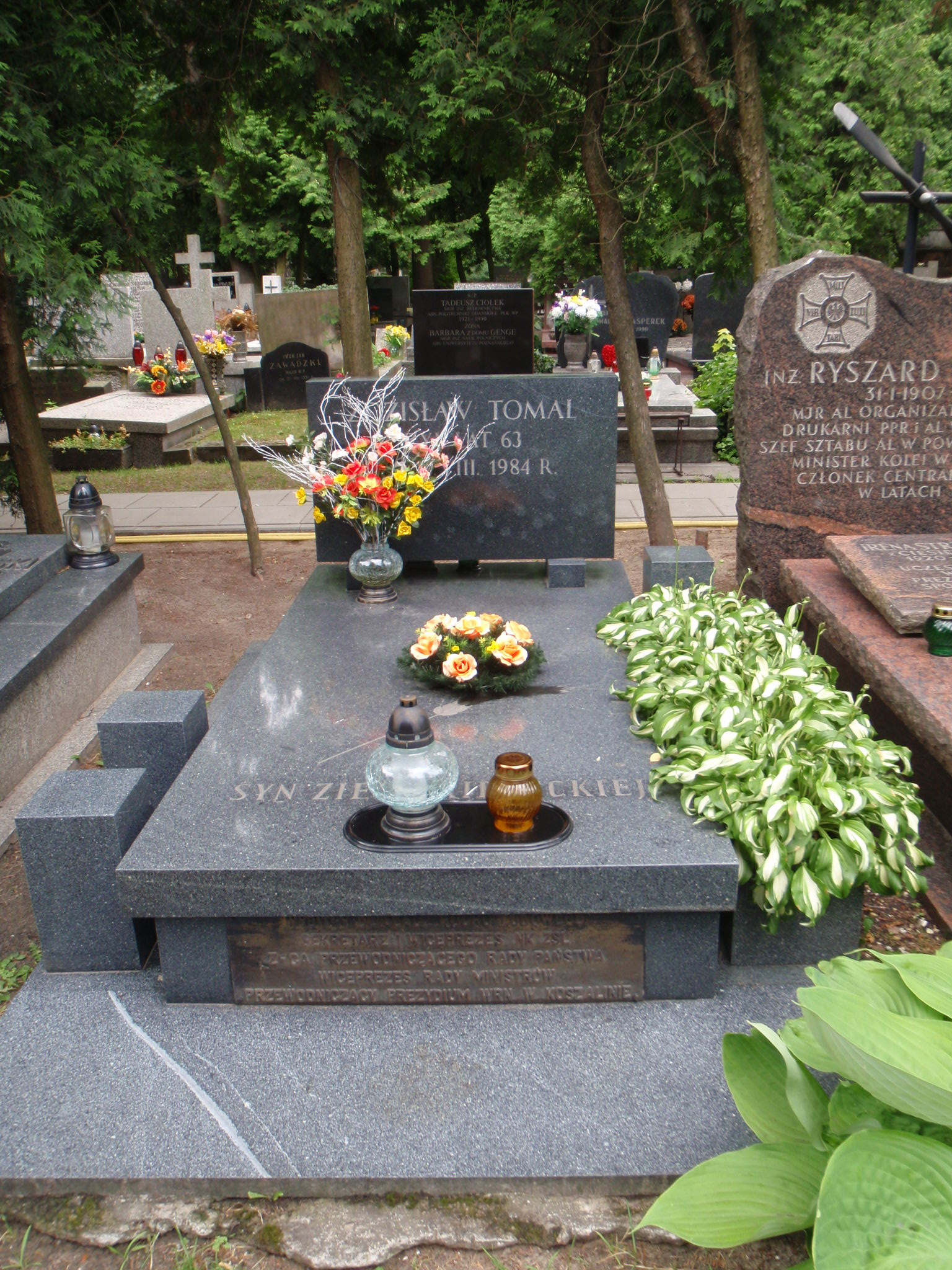
Grób Zdzisława Tomala na Cmentarzu Wojskowym na Powązkach w Warszawie

Zdzisław Tomal (ur. 19 marca 1921 w Rogowie, zm. 18 sierpnia 1984 w Warszawie) – polski inżynier rolnik i polityk. Poseł na Sejm PRL III, IV, V, VI, VII i VIII kadencji, wiceprezes Rady Ministrów (1969–1976), zastępca przewodniczącego Rady Państwa (1976–1984).

## Życiorys
Pochodził z rodziny chłopskiej. Urodził się w Rogowie w powiecie kazimierskim jako syn Andrzeja i Marii. Studiował na Wyższej Szkole Rolniczej we Wrocławiu (ukończył w 1956).
W latach 1938–1939 i 1945–1948 działał w Związku Młodzieży Wiejskiej RP „Wici”. W 1945 był sekretarzem Zarządu Powiatowego Związku Samopomocy Chłopskiej w Pińczowie. Wieloletni działacz partii ludowych, od 1945 Stronnictwa Ludowego, następnie Zjednoczonego Stronnictwa Ludowego. Należał do władz partii – od 1959 członek Naczelnego Komitetu, w latach 1964–1981 członek prezydium NK, w latach 1966–1969 sekretarz NK, w latach 1973–1981 wiceprezes NK, w latach 1976–1980 członek Sekretariatu NK; poza tym był wiceprezesem Wojewódzkiego Komitetu ZSL we Wrocławiu (1957), a w latach 1976–1980 przewodniczącym Klubu Poselskiego w Sejmie VII kadencji.
Podczas okupacji działał w ruchu oporu (w latach 1941–1944 w Batalionach Chłopskich), posiadał pseudonim konspiracyjny „Lis”. W latach 1947–1956 pracownik kolejno urzędu wojewódzkiego i prezydium Wojewódzkiej Rady Narodowej we Wrocławiu, w latach 1957–1966 przewodniczący prezydium Wojewódzkiej Rady Narodowej w Koszalinie. W latach 1969–1976 wicepremier, następnie od 1976 zastępca przewodniczącego Rady Państwa. Był posłem na Sejm PRL od 1961 do śmierci (III, IV, V, VI, VII i VIII kadencji). Od 1974 był także członkiem Rady Naczelnej Związku Bojowników o Wolność i Demokrację. Zasiadał również w Ogólnopolskim Komitecie Frontu Jedności Narodu.
Został pochowany na Cmentarzu Wojskowym na Powązkach w Warszawie (kwatera A 4 Tuje m. 6).

## Odznaczenia (lista niepełna)
Posiadał m.in. następujące odznaczenia:
- Order Sztandaru Pracy I klasy
- Order Sztandaru Pracy II klasy (1964)[3]
- Krzyż Komandorski z Gwiazdą Orderu Odrodzenia Polski
- Krzyż Komandorski Orderu Odrodzenia Polski
- Krzyż Oficerski Orderu Odrodzenia Polski
- Krzyż Kawalerski Orderu Odrodzenia Polski
- Krzyż Partyzancki
- Medal 30-lecia Polski Ludowej (1974)[4]
- Złoty Medal „Za zasługi dla obronności kraju” (1973)[5]
- Odznaka honorowa „Za zasługi w rozwoju województwa koszalińskiego” (1966)[6]
- Order Ludowej Republiki Bułgarii (1972)[7].